# Гипотетические естественные спутники Земли

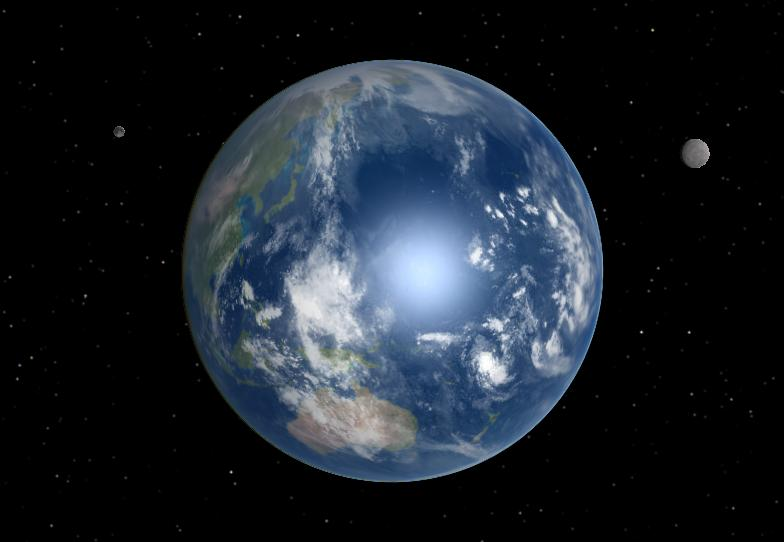
Земля с двумя спутниками: изображение, полученное при помощи программы Celestia

Гипотетические естественные спутники Земли — небесные тела, обращающиеся вокруг Земли, существование которых предполагалось астрономами. В настоящее время общепризнано, что единственным естественным спутником Земли является Луна, однако предположения о существовании других спутников неоднократно выдвигались астрономами, публиковались в популярных изданиях и описывались в художественных произведениях.
Попытки обнаружения дополнительных спутников неоднократно предпринимались отдельными учеными-астрономами в течение XIX и первой половины XX века. Ни одно из опубликованных сообщений об обнаружении предполагаемых спутников не было подтверждено независимыми наблюдениями.
Во второй половине XX века, вначале в связи с нуждами космонавтики, а впоследствии и для обнаружения объектов, которые могут столкнуться с Землёй, стали вестись систематические поиски небесных тел в околоземном пространстве. Пионером таких поисков стал Клайд Уильям Томбо, первооткрыватель Плутона. В настоящее время активный поиск таких объектов ведётся в рамках нескольких проектов: Spaceguard, LINEAR, NEAT, LONEOS, обзор Каталина и другие. Постоянных спутников в рамках данных проектов обнаружено не было.
Существует несколько околоземных объектов, которые в популярной литературе иногда называют «вторыми лунами» или «вторыми спутниками». Во-первых, это астероиды, орбиты которых находятся в резонансе с орбитой Земли. Квазиспутники, такие как (3753) Круитни, движутся в орбитальном резонансе с Землёй 1:1, но обращаются вокруг Солнца. Троянские астероиды Земли, такие как 2010 TK7, движутся по той же орбите, что и Земля, но перед ней или после неё, в окрестности точек Лагранжа системы Земля — Солнце. Во-вторых, в точках Лагранжа системы Луна—Земля, на лунной орбите в 60° впереди и позади Луны, обнаружены облака межпланетной пыли, получившие по фамилии открывшего их астронома название «облака Кордылевского». Кроме того, возможен захват Землёй временных спутников, орбита которых является неустойчивой. Примером такого спутника является астероид 2006 RH120.

## Ранние гипотезы

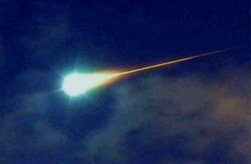
Болид

Первые гипотезы, предполагающие существование иных обращающихся вокруг Земли небесных тел, нежели Луна, были выдвинуты в XVIII веке в связи с дискуссией о природе метеоров и болидов. В то время популярны были предположения, связанные с земным происхождением данных явлений: взрыв горючих газов, атмосферное электричество и т. д. Однако вычисление скорости их движения давало показатели, сравнимые со скоростью движения Земли вокруг Солнца, которая уже была известна учёным того времени. В связи с этим были предприняты попытки объяснить появление данных тел наличием обращающихся вокруг Земли комет, время от времени входящих в атмосферу.
Данная теория была предложена Томасом Клэпом, который с 1739 по 1766 год был президентом Йельского колледжа. Учитывая, что не были известны случаи падения болидов на Землю и что другие небесные тела находились на очень большом расстоянии от Земли, Клэп заключил, что Земля является центральным телом, вокруг которого обращаются болиды. Вычислив предполагаемую орбиту одного из болидов, он получил перигей 40 км и апогей 6440 км.
Данные идеи получили развитие в самом начале XIX века. В 1811 году Джон Фарли писал, что существует «почти бесконечное число сателлитул, или очень маленьких спутников, постоянно обращающихся вокруг Земли во всех возможных направлениях, показывающихся лишь на очень короткое время, когда они окунаются в верхние слои атмосферы при каждом прохождении перигея».

## Спутник Пти

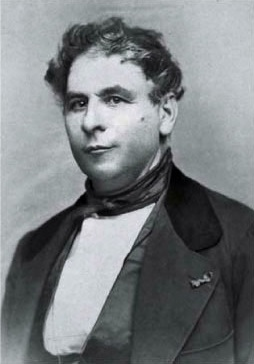
Фредерик Пти

Первое заметное сообщение об открытии второго спутника Земли было сделано французским астрономом Фредериком Пти (Frédéric Petit), директором Тулузской обсерватории.
Пти занимался наблюдением болидов, пытаясь вычислить их орбиты. Сообщения о результатах своих наблюдений он публиковал в издаваемом Академией наук журнале «Comptes rendus». Некоторые из наблюдавшихся им болидов, по его вычислениям, имели эллиптическую орбиту, являясь, таким образом, спутниками Земли:
- Болид, наблюдавшийся 5 января 1837 года[4];
- Болид, наблюдавшийся 21 марта 1846 года с периодом 2 часа 45 минут[5];
- Болид, наблюдавшийся 23 июля 1846 года с периодом 3 часа 24 минуты[6].

Наибольшую известность получили сообщения Пти, сделанные в 1846 году. Описание орбиты болида от 21 марта 1846 года было основано на наблюдениях Лебона, Дассье (Тулуза) и Ларивье (Артенак). Пти вычислил, что этот болид обращался вокруг Земли по эллиптической орбите с периодом 2 часа 45 минут, апогеем 3570 км и перигеем 11,4 км. Высота 11,4 км соответствует нижней границе стратосферы, и в связи с этим публикация была прокомментирована Урбеном Леверье, который указал на необходимость принимать во внимание сопротивление атмосферы.
В 1851 году Леверье опубликовал в «Comptes Rendus» статью, посвящённую анализу сообщений Пти. Он сделал вывод о том, что результаты Пти являются недостаточно достоверными, так как тот не принял в расчёт погрешности в исходных данных, а также не учёл сопротивление воздуха. Леверье считал, что признание болида спутником Земли является лишь одной из возможных гипотез, причём практически невероятной, учитывая физические характеристики явления.
Хотя гипотезы Пти в целом были отвергнуты научным сообществом, они упоминались в популярной литературе. Так, Франсуа Араго в «Astronomie populaire» писал:

Некоторые астрономы считают, что болиды должны считаться спутниками нашей планеты, так как они движутся вокруг Земли с огромной скоростью и могут наблюдаться повторно. В последние годы Пти, директор Тулузской обсерватории, с большим упорством пытается вычислить орбиты болидов, соответствующие упомянутой гипотезе, и добился успеха с некоторой точностью.
Оригинальный текст (фр.)Plusieurs astronomes ont pensé que les bolides pouvaient être considérés comme des satellites de notre planète, qu'ils se mouvraient autour de la Terre avec une énorme vitesse et pourraient être aperçus à plusieurs reprises. Dans ces dernières années, M. Petit, directeur de l'Observatoire de Toulouse, a cherché avec persévérance à obtenir les orbites parcourues dans cette hypothèse par les principaux bolides sur lesquels il avait pu réunir des détails d'une certaine précision.

Амедей Гильемен, французский астроном, журналист и автор научно-популярной литературы, в своей книге 1866 года La Lune описывает второй спутник Земли, основываясь на наблюдениях Пти:

Французский астроном, месье Пти, из Тулузской обсерватории, рассчитал орбиту болида, о котором имел достаточно данных. Этот уникальный спутник Земли, новый компаньон Луны, обращается вокруг нас за время, не превышающее 3 часов 20 минут, а его расстояние от центра нашей планеты в среднем составляет 14500 км. Отсюда следует, что его расстояние от поверхности Земли не превышает 8140 км.
Оригинальный текст (фр.)Un astronome français, M. Petit, de l’Observatoire de Toulouse, a calculé l’orbite d’un bolide sur lequel il avait pu recueillir un nombre suffisant de données. Ce singulier satellite de la Terre, ce compagnon de la Lune, ferait autour de nous sa révolution en un temps qui ne dépasserait pas 3 heures 20 minutes, et sa distance au centre de notre globe serait en moyenne de 14500 kilomètres. Il résulte de là que cette distance comptée à partir de la surface terrestre ne dépasserait pas 8140 kilomètres.

Пти, которого идея о втором спутнике так и не оставила в покое, в 1861 году опубликовал ещё одну статью, в которой обосновывал его существование пертурбациями в движении Луны. Однако и эта гипотеза не получила признания.

## Спутники Вальтемата

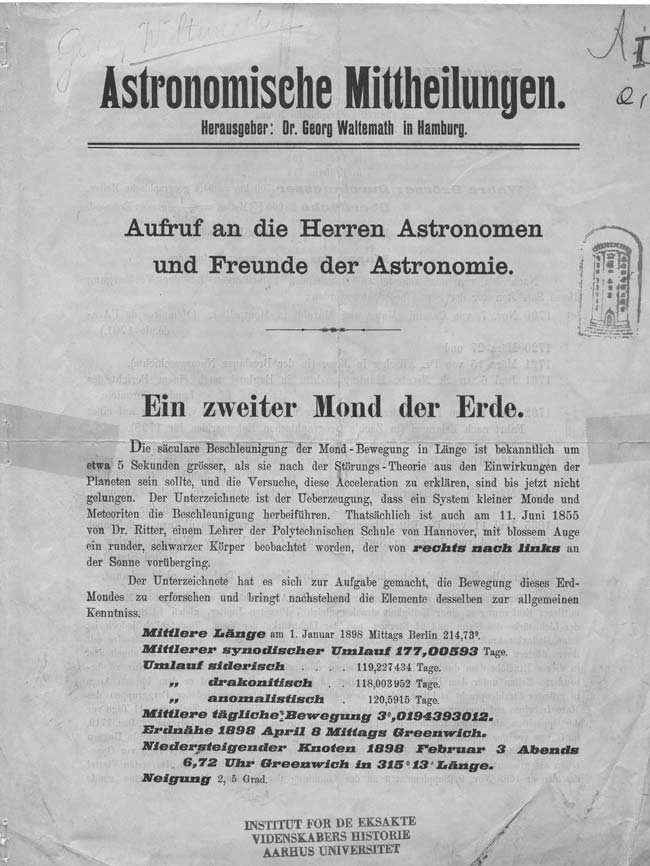
Сообщение Вальтемата об открытии второго спутника Земли

В 1898 году доктор Георг Вальтемат, учёный из Гамбурга, сообщил, что он открыл систему маленьких спутников, обращающихся вокруг Земли. Хотя Вальтемат указывал на то, что спутник наблюдался ранее (в основном эти сообщения были опубликованы в малодоступных источниках), ему, по-видимому, не было известно о наблюдениях Пти.
Один из описанных Вальтематом спутников находился на расстоянии 1 030 000 км от Земли, имел диаметр 700 км и совершал оборот вокруг Земли за 119 дней (синодический период составлял 177 дней). Указывалось также, что спутник отражает недостаточно света, чтобы быть видимым невооружённым глазом, однако в определённые моменты времени он всё же видим. Вальтемат сделал несколько предсказаний относительно возможных моментов наблюдения спутника. Ссылаясь на наблюдения, сделанные в 1881 году в Гренландии, он указал, что «иногда он сияет в ночи как Солнце, но только в течение часа или около того». Вальтемат считал, что его спутник ранее наблюдался Джованни Кассини и Жаком Маральди, которые приняли его за солнечное пятно. Кроме того, он ссылался на наблюдения спутника Венеры в Сент-Неоте в 1761 году, считая, что и в этом случае наблюдался второй спутник Земли. Однако аргументов в пользу такой интерпретации этих наблюдений им приведено не было.
В феврале 1898 года, по вычислениям Вальтемата, спутник должен был пройти по диску Солнца. 4 февраля 1898 года служащие почтового отделения города Грайфсвальда, наблюдая Солнце невооружённым глазом, увидели тёмный объект, диаметр которого составлял примерно 1/5 диаметра Солнца, совершивший прохождение с 1:10 по 2:10 по берлинскому времени. Однако в это же время Солнце наблюдалось астрономами У. Уинклером (W. Winkler) из Йены и Иво фон Бенко (Ivo von Benko) из Пулы (Австрия), которые не увидели ничего, кроме обычных солнечных пятен.
Неудачи не ослабили стремление Вальтемата к поискам нового спутника, и 20 июля 1898 года он направил в журнал «Science» сообщение об открытии третьего спутника, находящегося на расстоянии 427 250 км от Земли и имеющего диаметр 746 км. Вальтемат назвал его «поистине бурным и магнетическим спутником» (нем. «wahrhafter Wetter-und Magnet-Mond»). В журнале прокомментировали это сообщение таким образом: «Возможно, именно этот спутник руководит безумием» (англ. «perhaps it is also the moon presiding over lunacy»).

## Дальнейшие поиски

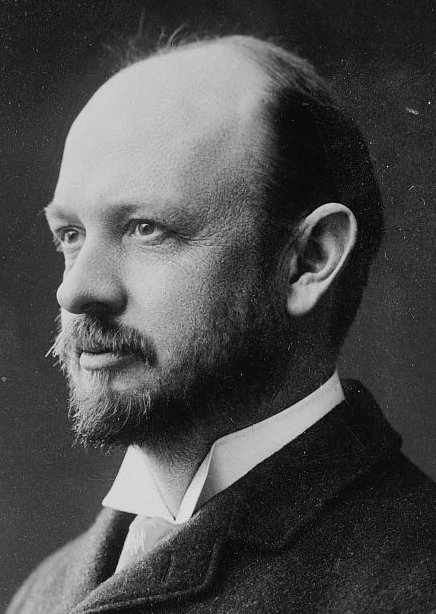
Уильям Пикеринг

Возможность наличия у Земли второго спутника изучалась Уильямом Пикерингом. Для начала он вычислил, что спутник, обращающийся на расстоянии 320 км от земной поверхности, имеющий диаметр 30 см и такую же отражающую способность, как и Луна, должен быть виден в 3-дюймовый телескоп, а спутник диаметром 3 м будет виден невооружённым глазом. Пикеринг не занимался поисками дополнительных спутников Земли, хотя с 1888 года он занимался поисками спутника Луны. Не обнаружив таких спутников, он заключил, что если они и существуют, то должны быть диаметром менее 3 метров. Также в 1923 году он опубликовал статью «Метеоритный спутник» (англ. A Meteoritic Satellite) в журнале «Popular Astronomy», фактически содержавшую обращённый к астрономам-любителям призыв к поиску маленьких естественных спутников.

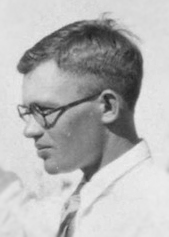
Клайд Уильям Томбо

Клайду Томбо (открывшему Плутон) Армией США был поручен поиск околоземных астероидов. В марте 1954 года был опубликован пресс-релиз, в котором объяснялась необходимость такого исследования: указывалось, что подобные спутники могут сыграть роль своего рода перевалочных станций для космических кораблей. Также их обнаружение было необходимо для того, чтобы гарантировать отсутствие ложных срабатываний радаров, отслеживающих космические аппараты. Фактически, это был первый систематический поиск объектов в околоземном пространстве. Методика поиска предполагала использование фотокамеры, настроенной на слежение за объектом, обращающимся вокруг Земли на определённой высоте. На получившихся снимках звёзды будут выглядеть длинными линиями, спутник, находящийся на данной высоте, будет виден как точка, а имеющий более высокую или низкую орбиту — как короткая линия.
С данным поиском связана одна из «теорий заговора». По словам уфолога Дональда Кихо, который позже стал директором Национального исследовательского комитета по воздушным феноменам, ссылавшегося на источники в Пентагоне, поиск был предпринят для обнаружения двух обращавшихся вокруг Земли объектов, обнаруженных радаром дальнего действия в середине 1953 года. Кихо в мае 1954 года заявил, что поиск был успешен и что один или оба объекта были обнаружены и имеют искусственную природу. 23 августа 1954 года журналом «Aviation Week» было опубликовано сообщение, что два естественных спутника были найдены на расстоянии 400 и 600 миль от Земли. Однако Томбо публично заявил, что никаких объектов обнаружено не было. Журнал «Popular Mechanics» в октябре 1955 года сообщал:

Профессор Томбо хранит молчание относительно результатов исследования. Он не сообщает, были ли открыты какие-либо малые естественные спутники. Он, однако, указал, что опубликованные в прессе сообщения об открытии 18 месяцев назад естественных спутников на расстоянии 400 и 600 миль от Земли не соответствуют действительности. Он также добавил, что программа исследования не имеет никакого отношения к сообщениям о наблюдении так называемых «летающих тарелок».
Оригинальный текст (англ.)Professor Tombaugh is closemouthed about his results. He won't say whether or not any small natural satellites have been discovered. He does say, however, that newspaper reports of 18 months ago announcing the discovery of natural satellites at 400 and 600 miles out are not correct. He adds that there is no connection between the search program and the reports of so-called flying saucers.

В 1959 году Томбо представил окончательное заключение, в котором говорилось, что поиск не дал результатов: никаких объектов ярче 12—14 звёздной величины обнаружено не было.
В настоящее время активный поиск объектов в околоземном пространстве ведётся в рамках нескольких проектов: Spaceguard, LINEAR, NEAT, LONEOS, обзор Каталина и др. Постоянных спутников данными исследованиями обнаружено не было.

## Другие сообщения

Астрологический знак Лилит

В 1918 году астролог Уолтер Горн Ольд, также известный как Сефариал, заявил о том, что своими наблюдениями подтвердил открытие спутника Вальтемата. Он назвал спутник именем Лилит, первой жены Адама в каббалистической теории. Сефариэль заявлял, что Лилит является «тёмным» спутником, невидимым большую часть времени, и что он сам смог увидеть его только в момент его прохождения по диску Солнца. Сефариэль считал, что спутник имеет примерно ту же массу, что и Луна, хотя это бы привело к существенным возмущениям в движении Луны, которые реально не наблюдаются.
В 1926 году журнал «Sirius» опубликовал результаты исследований немецкого астронома-любителя В. Шпилля, который заявил о наблюдении 24 мая 1926 года второго спутника Земли при его прохождении по диску Луны. Шпилль указывал, что спутник имел вид маленького тёмного шара с видимым угловым размером 6″, не похожего на метеор или воздушный шар.
В конце 1960-х годов американский учёный Джон Багби заявил о наблюдении до десяти маленьких естественных спутников Земли, которые он считал обломками какого-то тела, развалившегося в декабре 1955 года. Он вычислил для них эллиптические орбиты с эксцентриситетом 0,498, большой полуосью 14 065 км, что даёт высоты перигея и апогея 680 и 14 700 км соответственно.
С теоретической позиции возможность захвата Землёй временных спутников путём торможения метеоров в верхних слоях атмосферы не исключена, хотя вероятность такого захвата довольно мала (0,2 %), а сами спутники являются короткоживущими и с трудом поддаются обнаружению. Однако, поскольку Багби основывал свои вычисления на неточных данных об орбитах искусственных спутников из Goddard Satellite Situation Report, а также ввиду того, что в перигее спутники Багби должны были иметь первую звёздную величину и могли быть легко обнаружены при наблюдении невооружённым глазом, сообщение не было принято всерьёз. Багби тем не менее не отказался от идеи поиска дополнительных спутников, публикуя новые сообщения об обнаружении захваченных Землёй небесных тел небольшого размера.

## Метеорный поток 9 февраля 1913 года
9 февраля 1913 года, в день святого Кирилла, в Торонто наблюдался необычный метеорный поток: в отличие от прочих метеоритных дождей, пути его метеоров не сходились в одной точке (радианте). Профессор университета Торонто К. О. Чант, основываясь на сообщениях других наблюдателей, описал поток следующим образом:

Примерно в 21.05 на северо-западе в небе возникло пылающее красное тело, которое быстро увеличивалось по мере приближения, и которое сопровождалось длинным хвостом... Согласно первому впечатлению многих видевших это, явление напоминало огромную сигнальную ракету. Стелющийся за его головой хвост, а также цвет головы и хвоста действительно напоминали ракету, однако, в отличие от ракеты, не было никаких признаков движения тела к земле. Напротив, оно двигалось прямо, строго по горизонтальному пути со своеобразным заслуживающим уважения величием. Продолжив свой путь без малейшего видимого снижения, оно двигалось в направлении на юго-восток, где просто исчезло вдали... Прежде чем прошло удивление, вызванное появлением первого метеора, другие тела показались на северо-западе в том же месте, где появилось первое. Они двигались вперёд в том же неторопливом темпе, парами, тройками и четвёрками. Позади них струились хвосты, хотя и не такие длинные и яркие, как у первого тела. Все они двигались по одной траектории, направляясь в одну и ту же точку на юго-востоке... Как только тела исчезли или немного спустя, во многих местах был слышен отчётливый гремящий звук, похожий на далёкий гром или телегу, проезжающую по неровной дороге или мосту... Общая продолжительность явления не может быть точно определена, но составляет примерно 3 минуты.
Оригинальный текст (англ.)At about 9.05 on the evening in question there suddenly appeared in the northwestern sky a fiery red body which quickly grew larger as it came nearer, and which was then seen to be followed by a long tail… The first suggestion which occurred to many who saw the body was that someone had set off a great sky-rocket. In the streaming of the tail behind, as well as in the color, both of the head and the tail, it resembled a rocket ; but, unlike the rocket, the body showed no indication of dropping to the earth. On the contrary it moved forward on a perfectly horizontal path with peculiar, majestic, dignified deliberation; and continuing in its course, without the least apparent sinking towards the earth, it moved on to the south-west where it simply disappeared in the distance… Before the astonishment aroused by this first meteor had subsided, other bodies were seen coming from the north-west, emerging from precisely the same place as the first one. Onward they moved, at the same deliberate pace, in twos or threes or fours, with tails streaming behind, though not so long nor so bright as in the first case. They all traversed the same path and were headed for the same point in the south-eastern sky… Just as the bodies were vanishing, or shortly afterwards, there was heard in many places a distinct rumbling sound, like distant thunder or like a carriage passing over rough roads or over a bridge…The entire time occupied by the display cannot be determined accurately, but is given below as perhaps 3•3 minutes.

Метеорный поток 9 февраля 1913 года на картине Густава Гана

Для потока было предложено название «Кириллиды», так как из-за отсутствия радианта его нельзя было назвать по какому-либо созвездию и по аналогии с персеидами, которых также называют «Слезами святого Лаврентия» (по дате фестиваля святого Лаврентия, приходящегося на самый активный период метеорного потока).
Все метеоры потока двигались на юго-восток. Обращали на себя внимание медленное движение метеоров (некоторые из них могли наблюдаться в течение минуты) и их горизонтальный (а не снижающийся) полёт. Позже выяснилось, что метеоры наблюдались лишь в местностях, лежащих на большой дуге, начинающейся в Торонто и кончающейся в районе Бермудских островов.
На основании данных наблюдений были вычислены элементы орбиты метеорного потока: период обращения 90 минут, наклонение 51,6°, эксцентриситет 0, долгота нисходящего узла −33°20', время прохождения нисходящего узла 2:20 UTC, 10 февраля 1913. Соответственно, одним из возможных объяснений этого события является распад в атмосфере достаточно большого объекта или группы объектов, которые попали в гравитационное поле Земли и были захвачены ею. Ещё одна гипотеза предполагает, что объекты потока были изначально выброшены лунным вулканом и образовывали кольцо вокруг Земли, подобное кольцам Сатурна, а метеорный поток был результатом вхождения в атмосферу остатков этого кольца.

## Кольца Земли

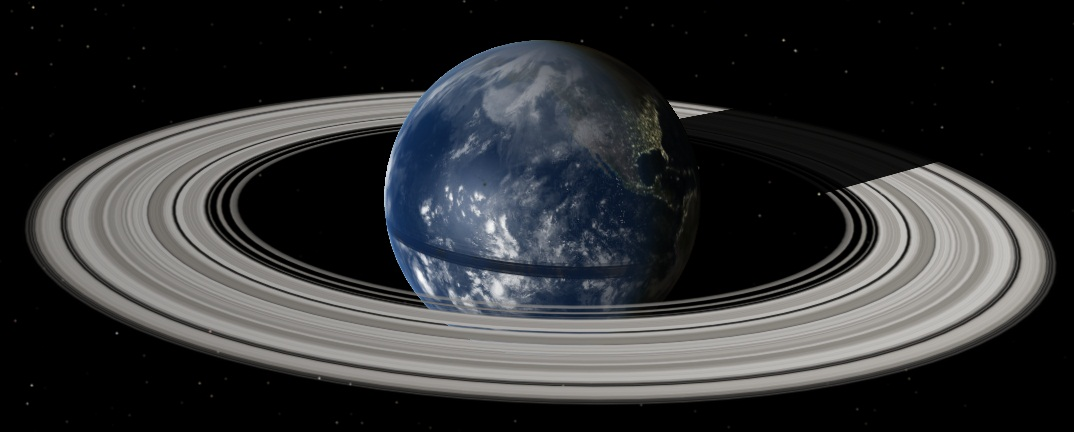
Сгенерированное программой Celestia изображение Земли с кольцами

В 1980 году в журнале «Nature» была опубликована статья, автор которой, Джон О'Киф из Goddard Space Flight Center, предположил, что 34 миллиона лет назад у Земли могли существовать кольца, подобные кольцам Сатурна. О’Киф связал уменьшение зимних температур в позднем эоцене с выпадением большого числа тектитов. Он предположил, что тектиты и микротектиты, захваченные гравитационным полем Земли, могли образовать кольцо, стабильное на протяжении нескольких миллионов лет. Затенение Земли кольцом могло привести к глобальному похолоданию, с которым связывается вымирание многих видов морских организмов в позднем эоцене. По мнению Питера Фосетта (Университет Нью-Мексико) и Марка Бослоу (Sandia National Laboratories, Министерство энергетики США), формирование системы колец, состоящих из вещества, выброшенного при столкновении комет и астероидов с Землёй, могло стать одной из причин глобального оледенения.
Исследование сообщений о падении метеоритов, наблюдении болидов и метеорных дождей за период с 800 года до н. э. по 1750 год н. э., проведённое учёными Национального музея Дании, показало, что можно выделить 16 периодов увеличения количества подобных явлений. Авторы исследования связывают такие увеличения с распадом захваченного Землёй небольшого небесного тела (кометы или астероида) в зоне Роша с последующим образованием кольца и выпаданием его материала в форме метеоров и метеоритов.
Не исключается наличие в настоящее время у Земли колец, состоящих из небольших пылинок, которые из-за размера составляющих их частиц являются ненаблюдаемыми в оптическом диапазоне.

## Троянские спутники Луны

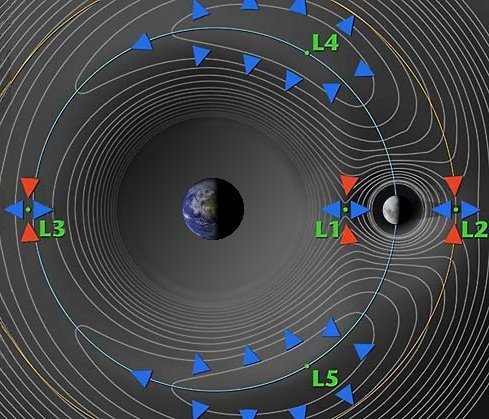
Диаграмма, на которой показано положение точек Лагранжа L_{4} и L_{5} системы Земля — Луна

Объекты, движущиеся по орбите другого небесного тела в 60° впереди (в точке Лагранжа L4) или позади (L5) него, называются «троянцами». В 1982 году была предпринята попытка поиска спутников в окрестностях точек Лагранжа системы Земля — Луна, а также точки L2 системы Земля — Солнце. В окрестности точек L3, L4 и L5 (Земля — Луна) могли быть обнаружены объекты 17—19-й звёздной величины, в окрестности точек L1 и L2 (Земля — Луна) — 10—18-й звёздной величины, в окрестности точки L2 (Земля — Солнце) — 14—16-й звёздной величины. Никаких объектов обнаружено не было.
Неудача этого поиска может быть связана с тем, что из-за приливного торможения орбита Луны постоянно расширяется. Хотя темпы такого расширения и малы, за промежуток времени в 10—100 миллионов лет орбита расширится настолько, что положение тела в точке Лагранжа станет нестабильным. По одной из гипотез, различие в строении обращённой к Земле и обратной сторон Луны объясняется имевшим место космическим столкновением: сформировавшийся одновременно с Луной в точке Лагранжа спутник диаметром около 1200 км из-за дестабилизации его орбиты мог столкнуться с Луной на относительно небольшой скорости, в результате чего на обратной стороне Луны появилась толстая кора.

## Облака Кордылевского
В октябре 1956 года польским учёным Казимиром Кордылевским наблюдались находящиеся в точках Лагранжа L4 и L5 системы Земля — Луна светящиеся области с угловым размером около 2° и яркостью примерно в 2 раза меньшей, чем у противосияния. В марте и апреле 1961 года Кордылевский сделал первые фотографии этих скоплений, которые к тому времени изменили свою форму и размеры. В 1967 году наблюдения Кордылевского были подтверждены американским учёным Дж. Уэсли Симпсоном на оборудовании обсерватории Койпера. Обнаруженные объекты получили название «Облака Кордылевского». Серьёзным подтверждением существования этих облаков являются результаты, полученные Дж. Рочем в 1969—1970 годах на КА 080-6.
По данным Кордылевского, приблизительная масса этих пылевых облаков по космическим меркам довольно незначительна — масса каждого облака составляет всего около 10 000 тонн, поперечный размер оценивается в 10 000 км (по другим источникам — до 40 000 км).
Из-за чрезвычайно малой яркости облака достаточно сложно наблюдать с Земли, поэтому даже сам факт их существования оспаривается некоторыми учёными. Не были зафиксированы облака и при наблюдении с космических аппаратов (Hiten).

## Квазиспутники

Орбиты Земли и квазиспутника Круитни

При наблюдении с Земли кажется, что Круитни обращается вокруг точки, находящейся вблизи неё, по подковообразной орбите (на схеме обозначена жёлтым цветом)

Хотя до настоящего времени, помимо Луны, не было найдено никаких других постоянных спутников Земли, некоторые типы околоземных объектов находятся с Землёй в орбитальном резонансе 1:1. Такие объекты называются квазиспутниками. Квазиспутники обращаются вокруг Солнца на том же расстоянии, что и планета. Их орбиты являются нестабильными. Данные объекты в течение нескольких тысяч лет переходят к другому резонансу либо на иные орбиты. У Земли есть несколько квазиспутников: (3753) Круитни, 2002 AA29, (164207) 2004 GU9, (277810) 2006 FV35, 2010 SO16 и другие.
Круитни, открытый в 1986 году, обращается вокруг Солнца по эллиптической орбите, но при наблюдении с Земли кажется, что он имеет подковообразную орбиту.
14 сентября 2006 года был обнаружен обращающийся вокруг Земли по околополярной орбите объект диаметром 5 метров. Хотя сначала считалось, что это третья ступень S-IVB ракеты Saturn, оставшаяся в космосе после миссии Аполлон-12, позже было установлено, что это астероид, получивший обозначение 2006 RH120. Астероид перешёл на орбиту вокруг Солнца через 13 месяцев. Его возвращение в околоземное пространство ожидается в 2028 году.
Астероид 2020 CD3 в 2017 году сблизился с Землёй и под действием гравитации перешёл на орбиту захвата, став временным спутником Земли.

## Троянские астероиды Земли
Троянские астероиды Земли — это группа астероидов, которая движется вокруг Солнца вдоль орбиты Земли в 60° впереди (L4) или позади (L5) неё, обращаясь вокруг одной из двух точек Лангранжа системы Земля — Солнце. При наблюдении с Земли они располагались бы на небе в 60° позади или впереди Солнца.
В 2010 году у Земли был обнаружен первый троянский астероид — 2010 TK7. 2010 TK7 — небольшой объект, диаметром 300 метров. Обращается вокруг точки L4, выходя из плоскости эклиптики. В 2020 году был открыт второй троянский астероид — 2020 XL5, диаметром около 1,18 км, также на орбите, осциллирующей у точки L4. В точке L5 троянских астероидов пока не обнаружено.

## В литературе
Хотя сообщение Пти об открытии второго спутника не было принято научным сообществом, его описания в популярной литературе привлекли внимание астрономов-любителей и публики. Особую роль в этом сыграло упоминание его в романе Жюля Верна «Вокруг Луны», который был опубликован в 1869 году. Встреча со спутником описывалась так:

— Да, это простой болид, но болид очень крупный, который благодаря силе притяжения Земли превратился в её спутник. 

— Неужто? Стало быть, у Земли две Луны? Как у Нептуна! 

— Да, Мишель, две Луны, хотя считается, что Луна — единственный спутник Земли. Вторая Луна так мала и скорость её до того громадна, что жители Земли не в состоянии её обнаружить. Французский астроном Пти на основании известных отклонений планет сумел установить наличие второго спутника Земли и дать его характеристику. По его наблюдениям, этот болид якобы обращается вокруг Земли за три часа двадцать минут, то есть с неимоверной быстротой. 

— Все ли астрономы признают существование этого спутника? — спросил Николь. 

— Нет, не все, — отвечал Барбикен, — но если бы он им встретился, как сейчас нам, они перестали бы в нём сомневаться. А знаете, мне пришло в голову, что этот болид, который здорово насолил бы нам, столкнись он со снарядом, поможет нам теперь определить наше положение в пространстве. 

— Каким образом? — удивился Ардан. 

— А вот каким. Расстояние его от Земли известно, значит, в той точке, где мы его встретили, мы находились на расстоянии восьми тысяч ста сорока километров от поверхности земного шара. 

Оригинальный текст (фр.)– C’est, dit Barbicane, un simple bolide, mais un bolide énorme que l’attraction a retenu à l’état de satellite.

– Est-il possible ! s’écria Michel Ardan. La terre a donc deux Lunes comme Neptune ?

– Oui, mon ami, deux Lunes, bien qu’elle passe généralement pour n’en posséder qu’une. Mais cette seconde Lune est si petite et sa vitesse est si grande, que les habitants de la Terre ne peuvent l’apercevoir. C’est en tenant compte de certaines perturbations qu’un astronome français, M. Petit, a su déterminer l’existence de ce second satellite et en calculer les éléments. D’après ses observations, ce bolide accomplirait sa révolution autour de la Terre en trois heures vingt minutes seulement, ce qui implique une vitesse prodigieuse.

– Tous les astronomes, demanda Nicholl, admettent-ils l’existence de ce satellite ?

– Non, répondit Barbicane ; mais si, comme nous, ils s’étaient rencontrés avec lui, ils ne pourraient plus douter. Au fait, j’y pense, ce bolide qui nous eût fort embarrassés en heurtant le projectile permet de préciser notre situation dans l’espace.

– Comment ? dit Ardan.

– Parce que sa distance est connue et, au point où nous l’avons rencontré, nous étions exactement à huit mille cent quarante kilomètres de la surface du globe terrestre.
— Верн Ж. «Вокруг Луны».
Роман приобрёл значительную популярность и подтолкнул многих астрономов-любителей к поиску новых спутников Земли, однако Пти, умерший в 1865 году, не дожил до внезапного получения его теорией новой известности. Однако лишь позднее было замечено, что параметры спутника, предложенные Жюлем Верном, не могут соответствовать реальному объекту:
- Орбитальный период спутника, находящегося на расстоянии 7480 км (расстояние взято из английского издания, в русском и французском изданиях говорится, что снаряд встретил спутник на расстоянии 8140 км от поверхности Земли, что даёт ещё более высокое значение периода) от поверхности Земли, должен составлять 4 часа 48 минут, а не 3 часа 20 минут.
- Если и спутник, и Луна приближались к снаряду и при этом Луна не была видима в то же окно, что и спутник, то спутник должен был иметь ретроградную орбиту.
- Снаряд в описываемый момент должен был находиться в земной тени, так что спутник, пролетавший рядом с ним, не должен быть видим.

Доктор Р. С. Ричардсон из обсерватории Маунт Вильсон в 1952 году предложил следующие параметры для орбиты спутника, предполагая, что она не является круговой: перигей 5010 км, апогей 7480 км, эксцентриситет 0,1784.
Причина расхождения, скорее всего, заключается в том, что Жюль Верн не читал исходных сообщений Пти, а основывался на описании Гильемена.
В романе Сэмюэля Дилэни «Дальгрен» Земля таинственным образом обретает второй спутник.
Действие серии романов «Грибная планета» писательницы Элеанор Камерон происходит на маленьком обитаемом втором спутнике Земли под названием Базидий, находящемся на невидимой орбите на расстоянии 50 000 км от Земли.